# Claes Johansson (brottare)
Claes "Göta-Lejon" Johansson, född 4 november 1884 i Hyssna, död 9 mars 1949 i Göteborg, var en svensk brottare. Han blev olympisk guldmedaljör i grekisk-romersk stil 75 kg i Stockholm 1912 och i 82,5 kg i Antwerpen 1920. Han deltog även vid OS i Paris 1924, men blev då oplacerad.
Claes Johansson tog 1911-1924 tio SM-guld i brottning av vilka två var i fristil. Han var den förste svenske brottare som tränade organiserat i modern mening. Claes Johansson grundade Göteborgs Atletklubb och var föreningens ordförande fram till sin död.